# Leonel Reyes
Leonel Alfredo Reyes Saravia (La Paz, 19 novembre 1976) è un calciatore boliviano, centrocampista del The Strongest.

## Palmarès

### Club

#### Competizioni nazionali
- Campionato boliviano: 1

Bolivar: 2009